# 皮萨利孔
皮萨利孔（法語：Puissalicon，法語發音：[pɥisalikɔ̃]）是法国埃罗省的一个市镇，属于贝济耶区。

## 地理
皮萨利孔（43°27'28"N, 3°14'9"E）面积13.05 平方千米，位于法国奧克西塔尼大區埃罗省，该省份为法国南部沿海省份，南濒地中海，西南接奥德省，西北接塔恩省和阿韦龙省，东北与加尔省接壤。
与皮萨利孔接壤的市镇（或旧市镇、城区）包括：库洛布尔、埃斯蓬代扬、略朗莱贝济耶、马加拉斯、普佐勒、皮米松。

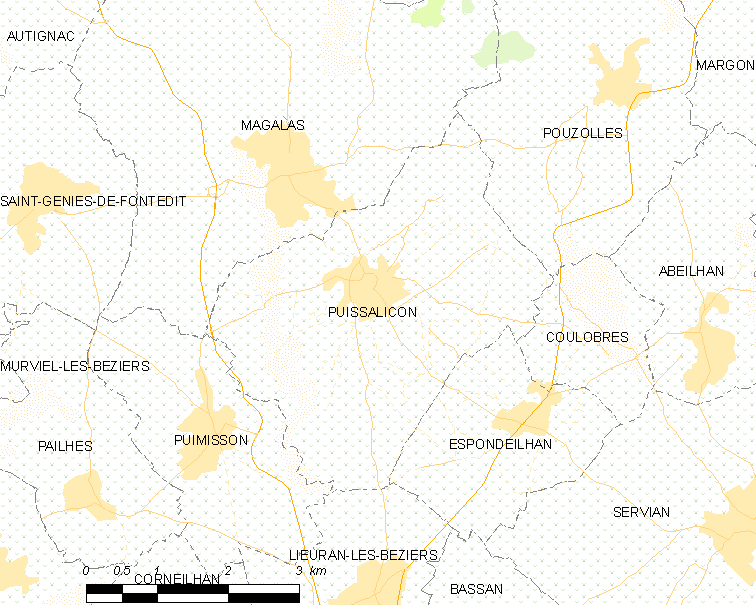
皮萨利孔的OSM定位图

皮萨利孔的时区为UTC+01:00、UTC+02:00（夏令时）。

## 行政
皮萨利孔的邮政编码为34480，INSEE市镇编码为34224。

## 政治
皮萨利孔所属的省级选区为佩兹纳斯县。

## 人口

1962-2008年间皮萨利孔人口变化图示

皮萨利孔于2022年1月1日时的人口数量为1352人。